# Pradosia caracasana
Pradosia caracasana är en tvåhjärtbladig växtart som först beskrevs av Henri François Pittier, och fick sitt nu gällande namn av Terence Dale Pennington. Pradosia caracasana ingår i släktet Pradosia och familjen Sapotaceae. Inga underarter finns listade i Catalogue of Life.